# Billinghausen
Billinghausen ist ein Ortsteil der lippischen Stadt Lage in Nordrhein-Westfalen.

## Geschichte
Die älteste erhaltene Urkunde, die das Dorf Billinghausen erwähnt, stammt aus dem Jahre 1214, damals hieß der Ort noch  Billincgeshusen; im Jahre 1227 heißt der Ort Billinkissen, 1230 Billincgessen und 1466 Billinxen. Der heutige Name Billinghausen taucht erstmals 1590 auf.
Jahrhundertelang war Billinghausen eine Bauerschaft und später, bis zur Eingemeindung nach Lage am 1. Januar 1970, eine selbstständige Gemeinde.

## Bildung
Zum Schulbezirk der Grundschule Billinghausen gehörten auch Teile von Müssen. Insgesamt wurden etwa 100 Schülerinnen und Schüler (Stand: 2006) unterrichtet. Die Schule war in allen vier Klassen einzügig.
Zum 31. Juli 2013 wurde der Schulbetrieb der Grundschule eingestellt. Grundschüler aus Billinghausen müssen jetzt in die 2,1 Kilometer entfernte Grundschule Müssen.
Für die frühkindliche Bildung unterhält die Stadt Lage in Billinghausen eine Kindertagesstätte.

## Road Crew
In einer ehemaligen Gaststätte unterhielt die als rechtsextrem geltende Organisation Road Crew von 2007 bis 2011 ein Clubhaus. Unter anderem fanden dort Konzerte zahlreicher Rechtsrockbands wie Kategorie C oder Sleipnir statt. 2014 kaufte die Road Crew einen alten Bahnhof im nahegelegenen Ehlenbruch.

## Persönlichkeiten
- Oskar Schreiber (1844–1927), deutscher Rentier und Politiker